# Lopta
Lopta, predmet zastupljen u mnogim športovima.
Lopte su najčešće sferičnog oblika to jest oblika kugle ili jajolikog izgleda, s tim da je veličina, izgled, materijal izrade, težina te oblik prilagođen sportu za koji je namijenjena.
Velika većine lopti proizvodi se od gume, ako ne cijele onda samo dio koji podržava oblik, funkciju ili pak unutrašnjost ispunjenu zrakom dok se neke prave ili su pravljene od životinjske kože i iznutrica (mijehur), papira, plastike, kamena i tkanina. Kod srednjoameričkih naroda nekad je ljudska lubanja ovijena te korištena kao lopta.
Kao predmet za igru svrsishodno lopta može biti:
udarana; - rukom (odbojka, picigin), nogom (nogomet), glavom (glavomet) ili pomagalom (reket-tenis, palica-baseball-hokej, štap-golf...)
nošena; - rukom (rukomet, košarka,...) ili pomagalom (reket-lakros)
bacana; - rukom (košarka, rukomet,...) ili pomagalom (rukavica-baskijski pelot)
valjana; - rukom ili pomagalom 
Lopta potječe od srednjoameričkih domorodaca; Olmeka, Maja, Asteka i njihovih bliskih naroda, premda je poznato da su i druge kulture bile upoznate s loptom i imali su igre loptom puno prije susreta s civilizacijama Novog svijeta naročito u Europi te Kini.

## Igre s loptom
- Srednjoamerička igra loptom
  - Ulama
- Nogomet
  - Na pijesku
  - Američki
  - Australski
  - Kanadski
  - Gaelički
- Košarka
- Rukomet
  - Na pijesku
  - Na travi
- Vaterpolo
  - Picigin
  - Kanupolo
- Odbojka
  - Na pijesku
- Šakomet
- Tenis
  - Stolni
- Skvoš
- Badminton - igra se eng.shutllecockom iliti pernatom poluloptom
- Hokej
  - Na travi
  - Na ledu - igra se pakom
  - Indor
  - Na rolerima
  - Rink
  - Ulični
  - Podvodni
  - Brumbol
- Bandy
  - Rink bandy
- Ragbi
  - Ragbi liga
  - Ragbi društvo
- Bejzbol
- Kriket
- Boćanje
- Flurbol
- Hurling
- Kabadi
- Korfbol
- Lakros
- Netbol
- Petank
- Polo
  - Sajslpolo
- Softbol
- Bilijar
- Golf
  - Mini golf

-razne inačice
- Rukometna lopta